# Nordenham
Nordenham is een plaats in de Duitse deelstaat Nedersaksen, gelegen aan de Wezer in het landkreis Wesermarsch. De stad telt 26.102 inwoners. Nordenham ligt op het schiereiland Butjadingen, maar behoort niet tot de gemeente met die naam. De meeste christenen in de gemeente zijn evangelisch-luthers.

## Plaatsen in de gemeente Nordenham
- Abbehausen, 4 km W (2.144 (2016); ten westen van Nordenham-centrum)
- Abbehauser Groden, 8 km W (145 (1970))
- Abbehauser Hörne, 9 km W
- Abbehauserwisch, 7 km WNW
- Atens, tegen het westen van Nordenham aan
- Atenserfeld, idem
- Blexen, 7 km NO, op de NO landtong, recht tegenover Bremerhaven (2.750 inw. in 2016)
- Blexersande, 3 km NO
- Blexerwurp, tegen de westkant van Blexen aan
- Bulterweg, tegen het westen van Esenshamm aan
- Butterburg, 4 km Z
- Einswarden, 4-6 km N, tussen Nordenham-stad en Blexen in; 2.144 inwoners in 2016; het dorp was rond 1970 groter, daar het grotendeels bestaat uit een nederzetting voor arbeiders van een nadien opgeheven scheepswerf.
- Ellwürden, 2½ km ZW, in 2016 1.052 inwoners
- Enjebuhr, direct ten W van Ellwürden
- Esenshamm, 5 km Z (1.007 inwoners in 2016)
- Esenshammer Altendeich, verspreide boerderijen ten NW van Esenshamm
- Esenshammer Oberdeich, verspreide boerderijen ten ZW van Esenshamm
- Esenshammergroden, , verspreide boerderijen  3 km ten W van Esenshamm
- Friedrich-August Hütte, een gewone woonwijk in de stad, met in 2016 2.468 inwoners
- Grebswarden, tegen het N van Einswarden aan
- Großensiel, 1 km Z
- Havendorf, 7 km Z, op de grens met Stadland
- Heering, tegen het N van Abbehausen aan
- Hoffe, tegen het N van Esenshamm aan
- Kloster, verspreide boerderijen ten N van Moorseersand
- Moorseersand, 8 km W, en 2 km ten W van Heering
- Oberdeich, verspreide boerderijen ten ZW van Esenshamm, aan de Bundesstraße 437
- Phiesewarden, 5 km NNW, met in 2016 919 inwoners
- Rahden, 2 km W van Einswarden
- Sarve, 3 km NW
- Schockumerdeich, tussen Tettens en Volkers aan de Waddenzeedijk
- Schweewarden, 2½ km W van Einswarden, met in 2016 413 inwoners
- Schütting, direct ten Z van Schweewarden
- Tettens, aan de Waddenzeedijk, 4 km NW van Blexen
- Treuenfeld, tegen het NO van Esenshamm aan
- Volkers, aan de Waddenzeedijk, 2 km NW van Blexen

Ook de beide eilanden Langlütjen I en Langlütjen II (zie: Langlutjen) in de Waddenzee behoren tot Nordenham.
Van de diverse Ortsteile is de situering ten opzichte van het spoorwegstation van Nordenham aangegeven. Indien beschikbaar, is tussen haakjes het aantal inwoners vermeld, eventueel gevolgd door het jaar, waarin dit aantal is vastgelegd.

## Ligging, infrastructuur

### Belangrijke plaatsen in de omgeving
De dichtstbijzijnde grote stad is Bremerhaven aan de overkant van de Wezer, per veerpont bereikbaar. Buurgemeenten zijn Butjadingen in het westen en Stadland in het zuiden.

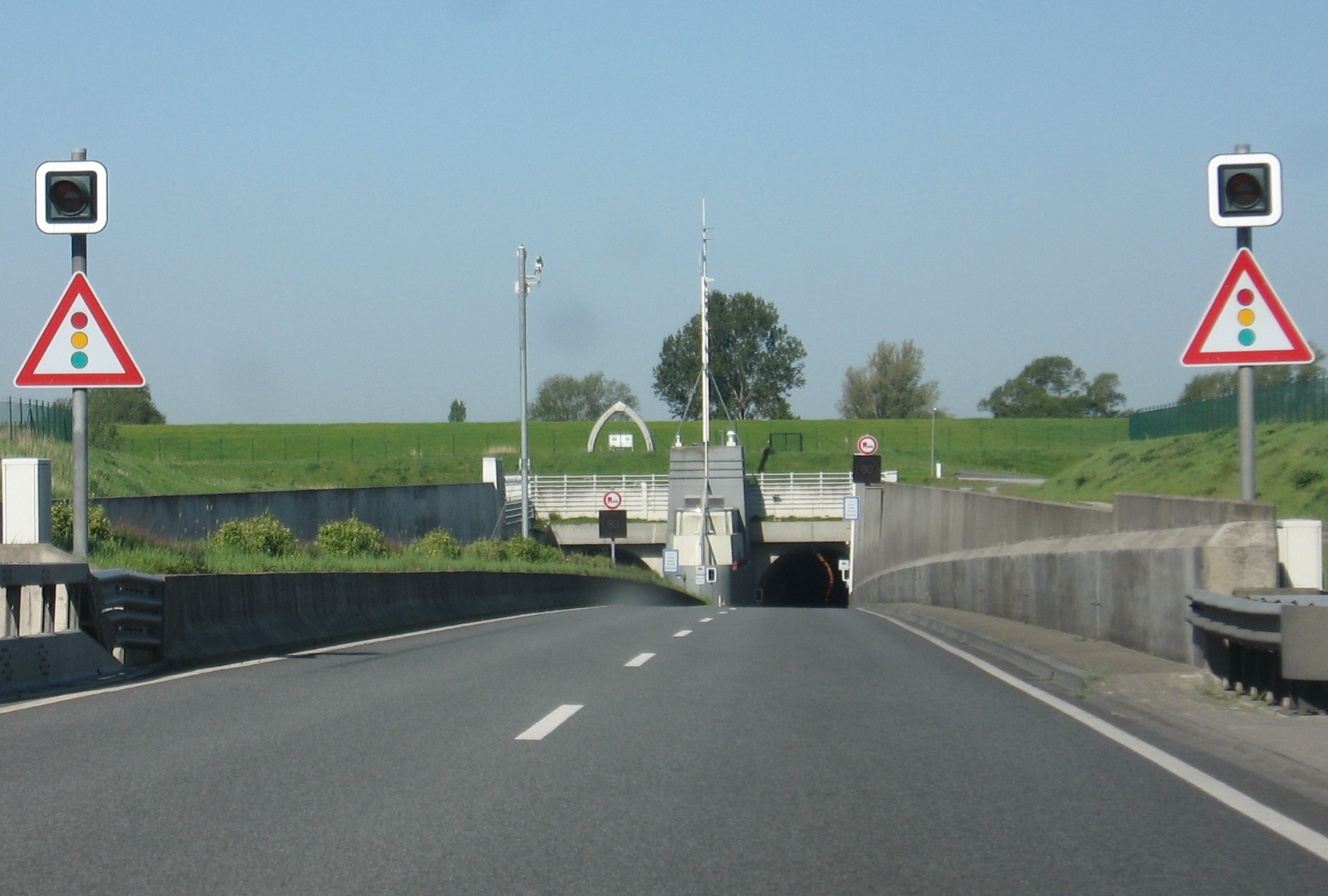
Wesertunnel (1)
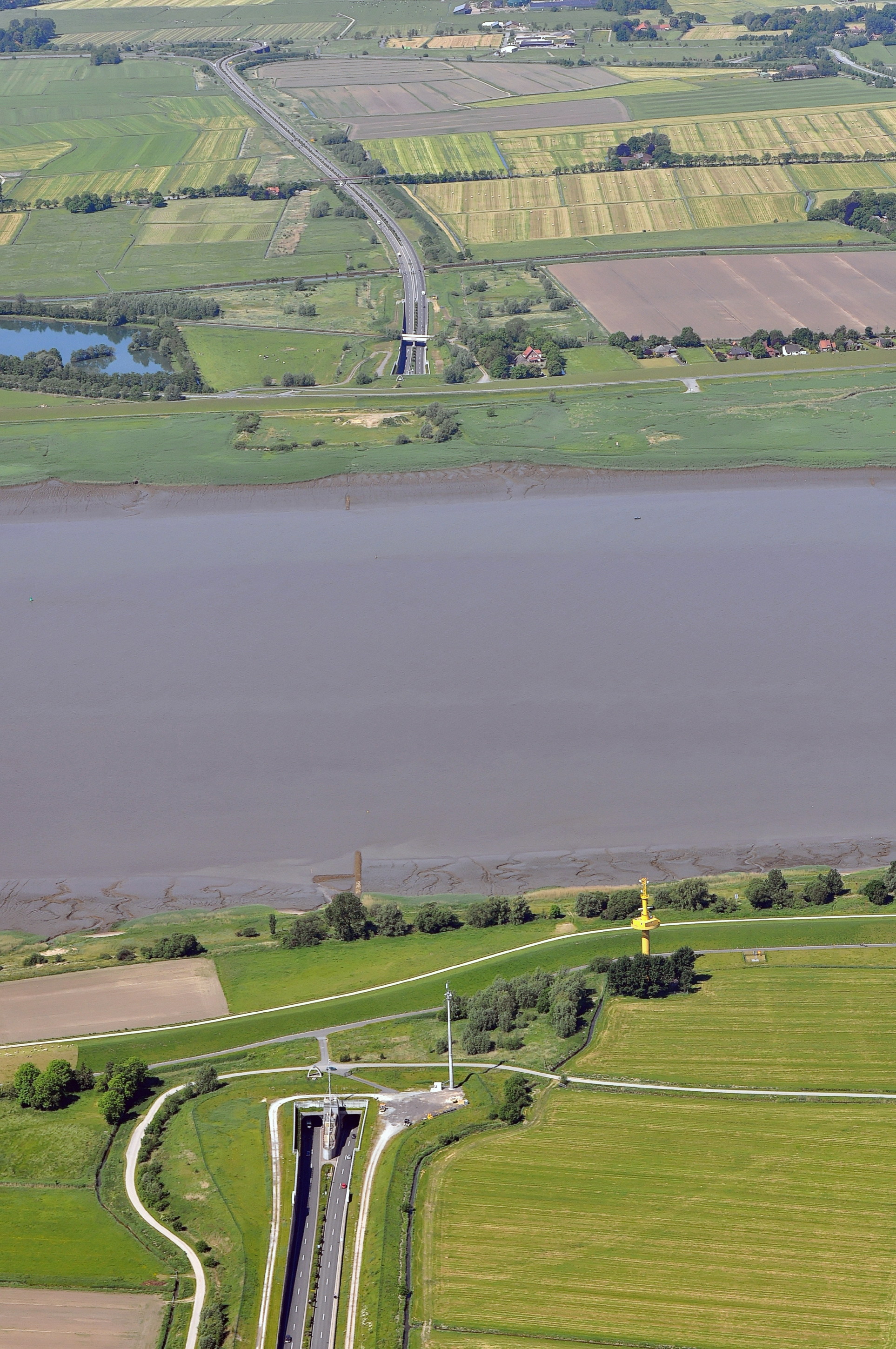
Wesertunnel (2)
Lijnennetkaart S-Bahn Bremen, zie RS4.
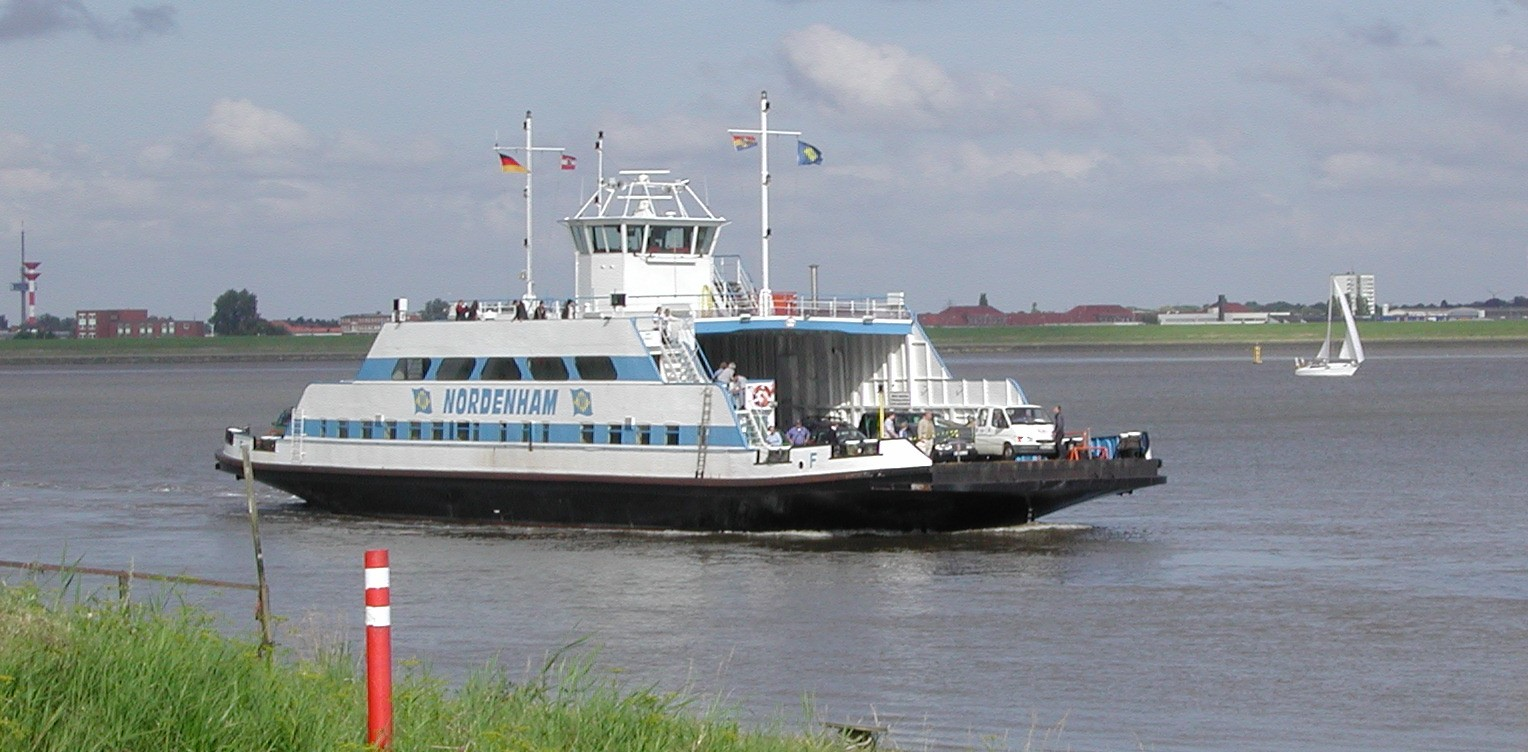
Veerboot Nordenham-Blexen - Bremerhaven v.v.

### Wegverkeer
Langs het zuiden van de gemeente, onder Esenshamm,  loopt, juist over de grens met de gemeente Stadland de Bundesstraße 437, sinds 2004 via de tunnel onder de Wezer door, oostwaarts naar afrit 10 van de Autobahn A27 Bremerhaven-Bremen.
Een belangrijke noord-zuidverbinding is de Bundesstraße 212 naar Delmenhorst.

### Openbaar vervoer
De stad heeft een treinverbinding met Bremen, hoewel soms in Hude moet worden overgestapt. De Spoorlijn Hude - Nordenham-Blexen heeft binnen de gemeente  een klein stoptreinstation, Nordenham. Inwoners  van het zuidelijkste gedeelte van de gemeente Nordenham maken ook wel gebruik van station Kleinensiel, juist ten zuiden van de gemeentegrens met het dorp Kleinensiel, Ortsteil van de zuidelijke buurgemeente Stadland.  Het laatste stukje van de spoorlijn naar stadsdeel Blexen is alleen bestemd voor goederenvervoer. Er zijn enige korte zijsporen t.b.v. goederentreinen van en naar haven- en industriebedrijven in de gemeente. De lijn wordt als lijn RS4 geëxploiteerd door de Regio-S-Bahn Bremen/Niedersachsen.
Er rijdt op werkdagen enige malen per dag een snelbusdienst Oldenburg-Bremerhaven. Te Blexen hebben passagiers van deze bus aansluiting op de veerboot naar Bremerhaven. Ander busvervoer in de gemeente is beperkt tot enige belbussen en schoolbussen.

### Scheepvaart
Nordenham is een havenstad aan de Wezer, met diverse havenfaciliteiten en -bedrijven, zie hierna: Economie. Ook Großensiel heeft een kleine industrie- en jachthaven aan de Wezer.

## Economie

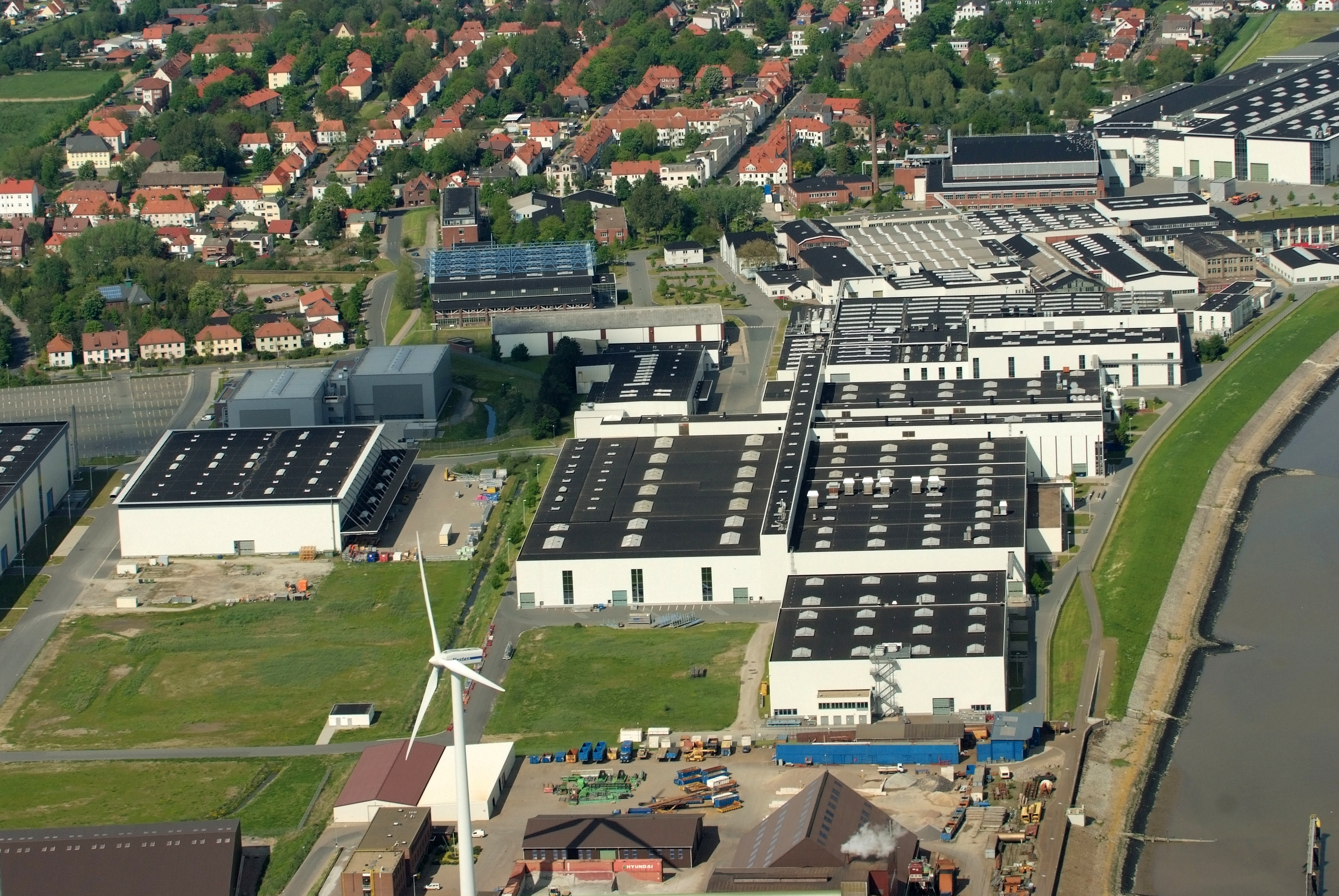
Premium Aerotec-fabriek
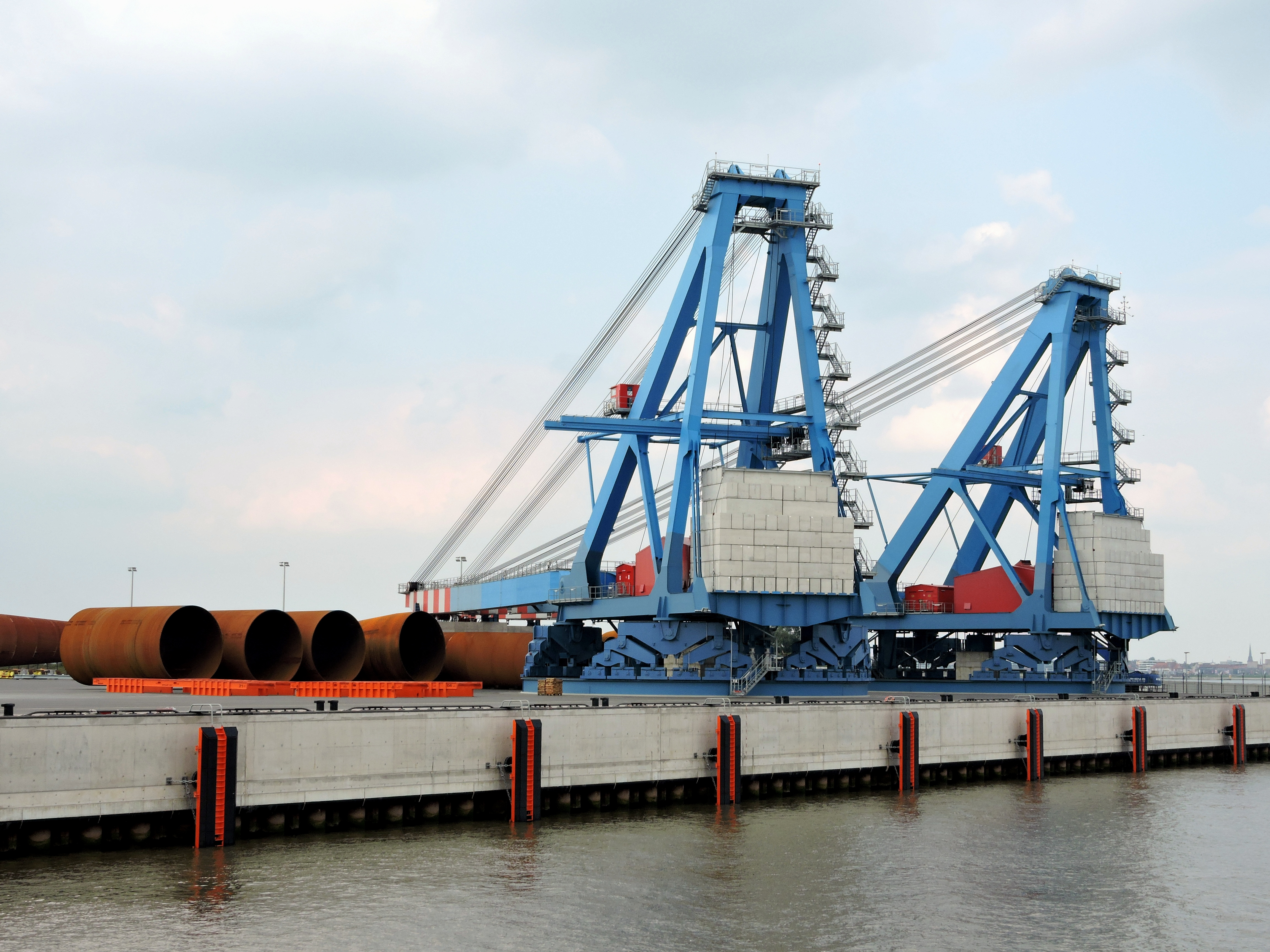
Zware havenkraan van de Steelwind-fabriek met liggend enkele halffabrikaten

De aanwezigheid van een haven aan de Wezer heeft talrijke logistieke en industriële bedrijven ertoe gebracht, zich in Nordenham te vestigen. Belangrijke havenactiviteiten worden ontplooid in de Midgardhaven door onderdelen van het Rhenus-concern.
Enkele belangrijke in de stad gevestigde bedrijven zijn:
- Airbus Aerostructures, tot medio 2022 Premium Aerotec geheten, fabriek van vliegtuigonderdelen voor o.a. Airbus met in 2020, volgens de website van de onderneming zelf, 2.500 werknemers; nadien is het personeelsbestand niet of nauwelijks teruggelopen.
- De Rhenus-Midgard-havenbedrijven
- NSW, fabriek van onderzeese kabels ( 400 medewerkers), opgericht in 1899
- Kronos International uit Dallas, Texas, USA heeft hier een van zijn wereldwijd zeven chemische  fabrieken van titanium(IV)oxide, een grondstof voor verf en lak
- een aan het Glencore-concern toebehorende zinkfabriek
- Steelwind Nordenham GmbH, een fabriek van zgn. monopiles (funderingspijlers voor offshore windturbines enz.)

## Geschiedenis
Bij het huidige stadsdeel Einswarden zijn  in 1938 archeologische opgravingen gedaan, waarbij restanten van een, rond het begin van de jaartelling opgeworpen terp (Warft) werden ontdekt. Stadsdeel Blexen was reeds in de 8e eeuw een klein kerkdorp. Het graf van bisschop Willehad in de Blexer St.-Hippolytuskerk was in de eeuwen daarop doel van talrijke bedevaartgangers. In 1220 sloten 16 plaatselijke vertegenwoordigers, onder wie Boyco de Haventhorpe (Havendorf), Everardus de Esmundeshem (Esenshamm) en Thancte de Blekence (Blexen), een beschermingscontract met de stad Bremen.
Het schiereiland Butjadingen, waarvan Nordenham het oostelijke gedeelte is, behoorde in de late middeleeuwen tot de Friese gouw Rüstringen. In de 14e, 15e en vroege 16e eeuw werd het gebied regelmatig door stormvloeden geteisterd, waardoor Butjadingen een eiland in de Wezerdelta werd. In diezelfde periode was het gebied het toneel van strijd tussen Friese hoofdelingen, soms gesteund door piraten zoals de Victualiënbroeders, en het gezag van o.a. Bremen en het Graafschap Oldenburg. Veel kooplieden uit Blexen en Nordenham steunden de Bremers, daar zij economische schade leden door de piraterij. Van 1407-1425 beschikte Bremen zelfs over een versterkte burcht, de Vredeborg te Atens. Echter ook het graafschap Oldenburg streefde naar de heerschappij over Butjadingen. Een plaatselijke Friese hoofdeling, voorstander van het handhaven van totale rijksonmiddelbaarheid, met de naam Dide Lubben of Didde Lübben en zijn beide zonen, Dude en Gerold, voerde een legertje van circa 50 man in 1418 tegen de Bremers ten strijde, bestormde de Vredeborg, maar werd uiteindelijk verslagen. 

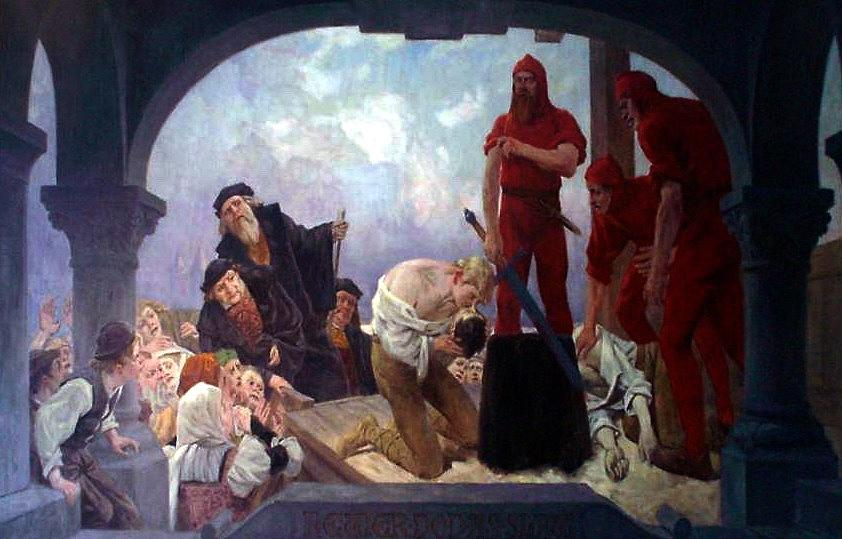
Fresco Der Bruderkuß [3], Hugo Zieger, 1893. Collectie: Museum Nordenham.

In de jaren daarop kregen de Butjadingers en Stadlanders steun van machtige, op wraak beluste, Friese hoofdelingen, o.a. Ocko II tom Brok en Focko Ukena, die in 1424 nog niet elkaars vijanden waren, en de militaire druk bracht Bremen ertoe, af te zien van aanspraken op Butjadingen.  De rond 1500 toegenomen invloed van de laatste grote Friese hoofdeling, Edzard I van Oost-Friesland leidde tot de Saksische Vete. In 1517 viel het schiereiland Butjadingen in handen van het Graafschap en latere Hertogdom Oldenburg en deelde tot aan de Napoleontische tijd de historische lotgevallen daarvan.  Vermeldenswaard is nog, dat de Kerstvloed van 1717 in het gebied nog circa 800 mensenlevens kostte, en dat in maart 1813 een opstand tegen de Napoleontische troepen te Blexen bloedig, ten koste van tientallen dodelijke slachtoffers, werd onderdrukt.
De plaats Nordenham is genoemd naar een landgoed Nordenhamm, waar van 1857 tot 1877 een  door een zekere Wilhelm Müller geëxploiteerd havenbedrijf bestond, dat levend vee naar o.a. Engeland exporteerde: het begin van de havenplaats. Spoedig volgde aansluiting op het spoorwegnet (1875) en het telefoonnet (1877). In dat jaar stapte men over op de import van granen en aardolie, en de aardolieterminal van Nordenham werd van internationaal belang, ondanks de concurrentie van Bremerhaven aan de overkant van de Wezer. Van 1891-1897 was Blexen de haven, vanwaar passagiersschepen van de Norddeutsche Lloyd emigranten naar Amerika vervoerden. De belangrijke Bremer reder Adolf Vinnen nam in 1905 de havenbedrijven over, en liet ook een voor die tijd moderne, op stoomkracht varende, vissersvloot bouwen. Ook vestigde zich in deze tijd enige zware industrie (metaalindustrie e.d.) in de plaats.  Nordenham, dat tot dan toe een wijk van het aan de westkant ervan gelegen dorp Atens was, werd in 1908 tot stad verklaard en kreeg zijn huidige naam. In 1870 waren dicht voor Blexen twee kunstmatige eilandjes in het wad aangelegd, waarop forten werden gebouwd, Langlütjen I en II. Op Langlütjen II bestond eind 1933 en begin 1934 een provisorisch interneringskamp van de SA. Tijdens de Tweede Wereldoorlog was er luchtafweergeschut opgesteld. Nordenham werd in juni 1944 door de geallieerden gebombardeerd; hierbij kwamen 68 mensen, onder wie ook burgers, om het leven. Op 6 mei 1945 was de capitulatie voor de geallieerden.
Direct na de oorlog steeg het bevolkingscijfer van Nordenham sterk, door immigratie van uit Silezië afkomstige Heimatvertriebene. Nordenham ontwikkelde zich tot een tamelijk welvarend haven- en industriestadje. Naast de hierboven genoemde belangrijke ondernemingen, die nog bestaan, was er nog van 1908-1988 een grote kunstmestfabriek in de stad gevestigd. Een in 1949 opgerichte, in de eerste 40 jaar van haar bestaan belangrijke kabelfabriek bestaat nog steeds, maar heeft nog slechts 180 medewerkers. Van 1970 tot 1988 exploiteerde het Canadese bedrijf Asbestos er, ondanks protesten van vooral linkse politici, een groot op- en overslagcentrum voor asbest. Bij de storm van 13 november 1972 stortte het dak van een opslaghal van dit bedrijf in, waardoor 60.000 ton asbestmateriaal ontsnapte. Na de sluiting van het asbestbedrijf werd de opslaghal met haveninstallatie voor opslag van granen gebruikt.
Op 8 maart 2021 werd bekend, dat de gemeente een bedrag van ruim 15 miljoen euro had ondergebracht bij Greensill Bank te Bremen. Deze bank is in april van dat jaar failliet gegaan. Het tegoed is voor zover het groter was dan € 100.000 verloren, daar de beleggingsbescherming via het depositogarantiestelsel, die in Duitsland op ongeveer dezelfde wijze werkt als in Nederland, niet van toepassing is voor het tegoed daarboven.

## Bezienswaardigheden, natuurschoon, evenementen
- Stedelijk Museum (Museum Nordenham), in een voormalige school: geschiedenis van de stad, inclusief de havens en de industrie.
- Het Moorsee-molenmuseum, gevestigd in een nog maalvaardige achtkante bovenkruier met achterliggende tjasker direct ten noordwesten van  Abbehausen
- Middeleeuwse Jedutenhügel, Grebswarden: mogelijkerwijs is deze heuvel door Vikingen opgeworpen; waarschijnlijker is, dat het een door de plaatselijke bevolking opgeworpen uitkijkheuvel was, die diende om vijanden (zoals Vikingen) tijdig te zien aankomen; uit de middeleeuwen, o.a. de Saksenspiegel, is de Nederduitse alarmroep Wapent jo Dute! (wapent u, mannen (lieden)![6])!) overgeleverd;  de laatste twee woorden van deze alarmroep zouden de naam Jeduten- kunnen verklaren. In de streek langs de benedenloop van de Wezer hebben enkele tientallen van deze Jedutenhügel gelegen, waarvan er in 2019 in totaal nog zeven bestonden. In de Nederlandse provincie Overijssel staan zulke oude uitkijkheuvels bekend als kiekebeld of kiekebelt.
- Zeer bezienswaardig is de evangelisch-lutherse St.-Hippolytuskerk te Blexen met in het interieur o.a. een  door de bekende houtsnijder Ludwig Münstermann (* tussen 1560 en 1575; † in 1638 of 1639) in 1610 gemaakt altaarstuk en een kansel van dezelfde meester uit 1638. De kerk is in romaanse stijl gebouwd. De bouw van de kerk begon rond 1150, die van de toren rond 1260.
- De op een terp gebouwde Mattheüskerk te Esenshamm is in laat-romaanse stijl gebouwd in de 14e eeuw. In het fraaie interieur valt niet alleen het altaar op, maar ook de talrijke, in de zijkanten van de houten kerkbanken gekerfde huismerken.
- De gemeente ligt nabij de Nedersaksische  Waddenzee.

## Afbeeldingen

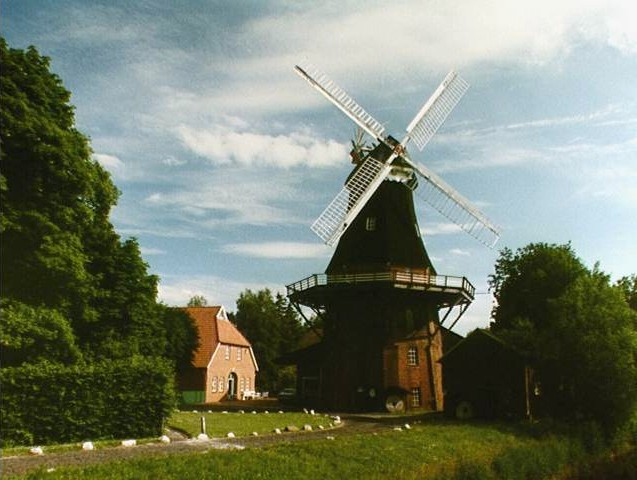
Moorsee-molenmuseum
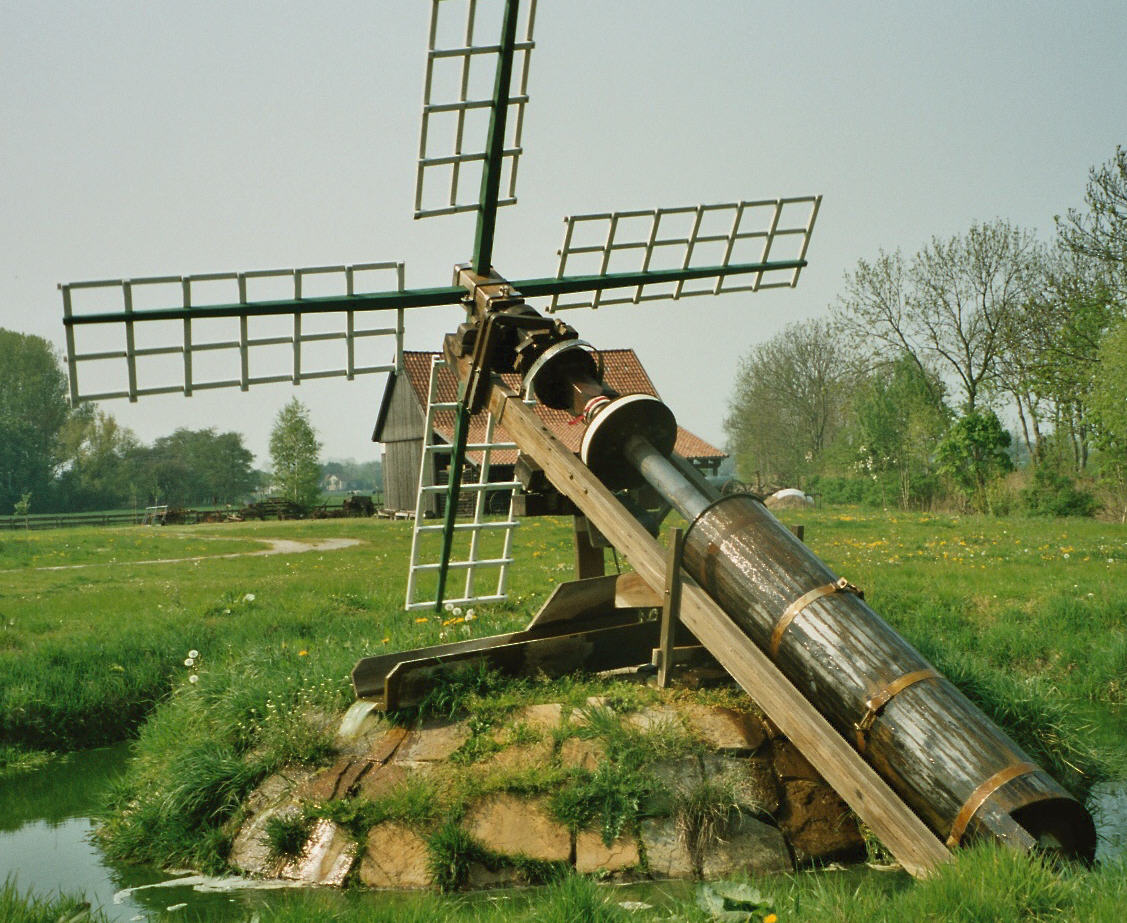
Tjasker (Fluttermühle) achter dit museum
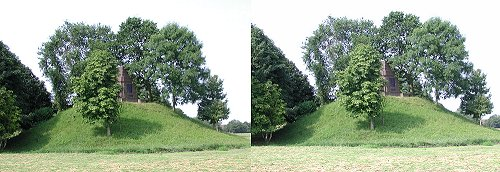
Jedutenheuvel
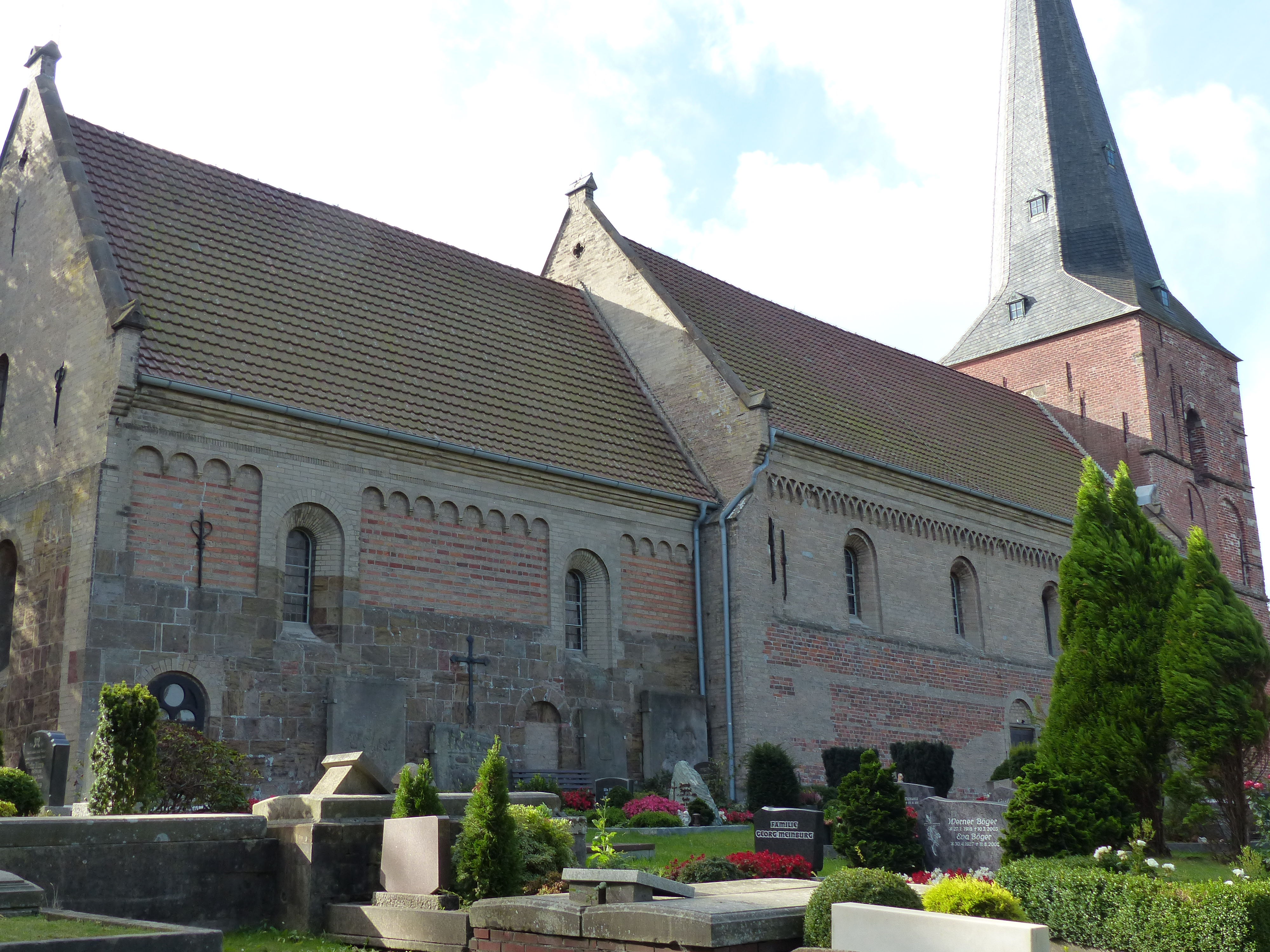
St.-Hippolytuskerk, Blexen
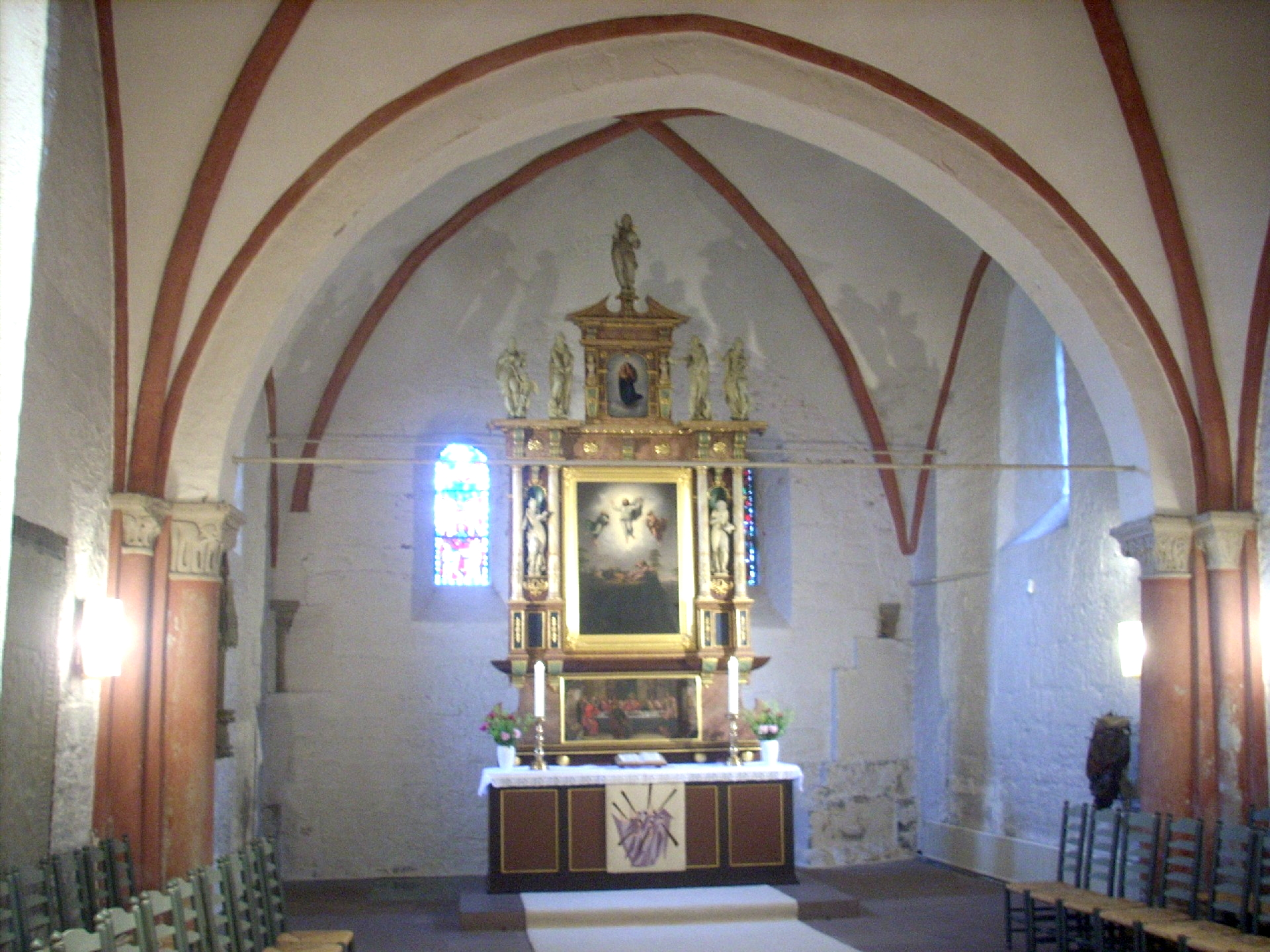
Altaar (1610) in deze kerk
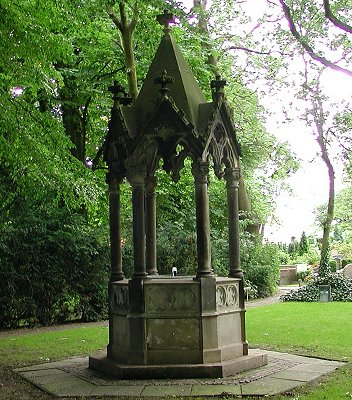
Willehad-fontein, Blexen
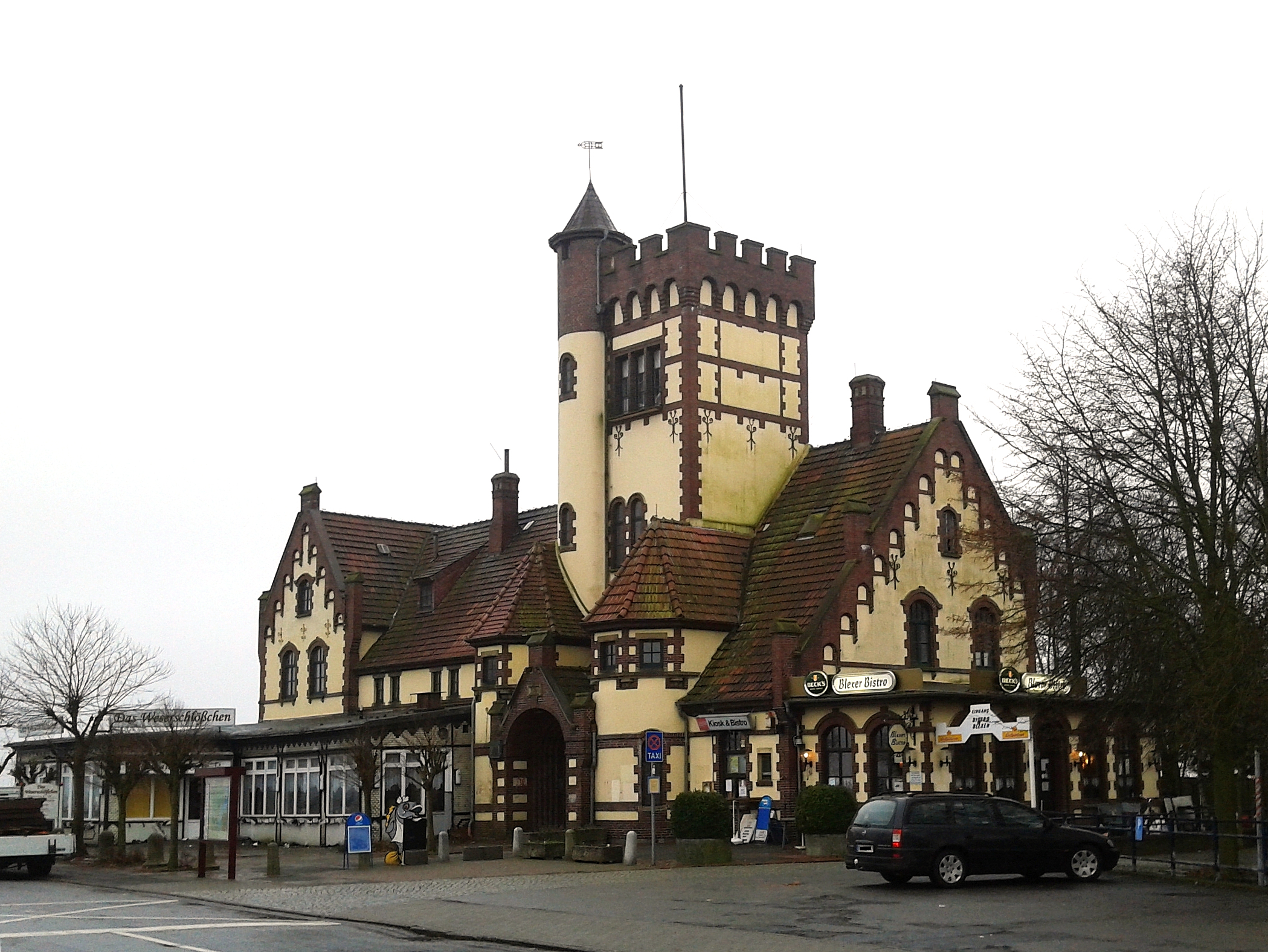
Weserschlösschen ( v.m. station), Blexen
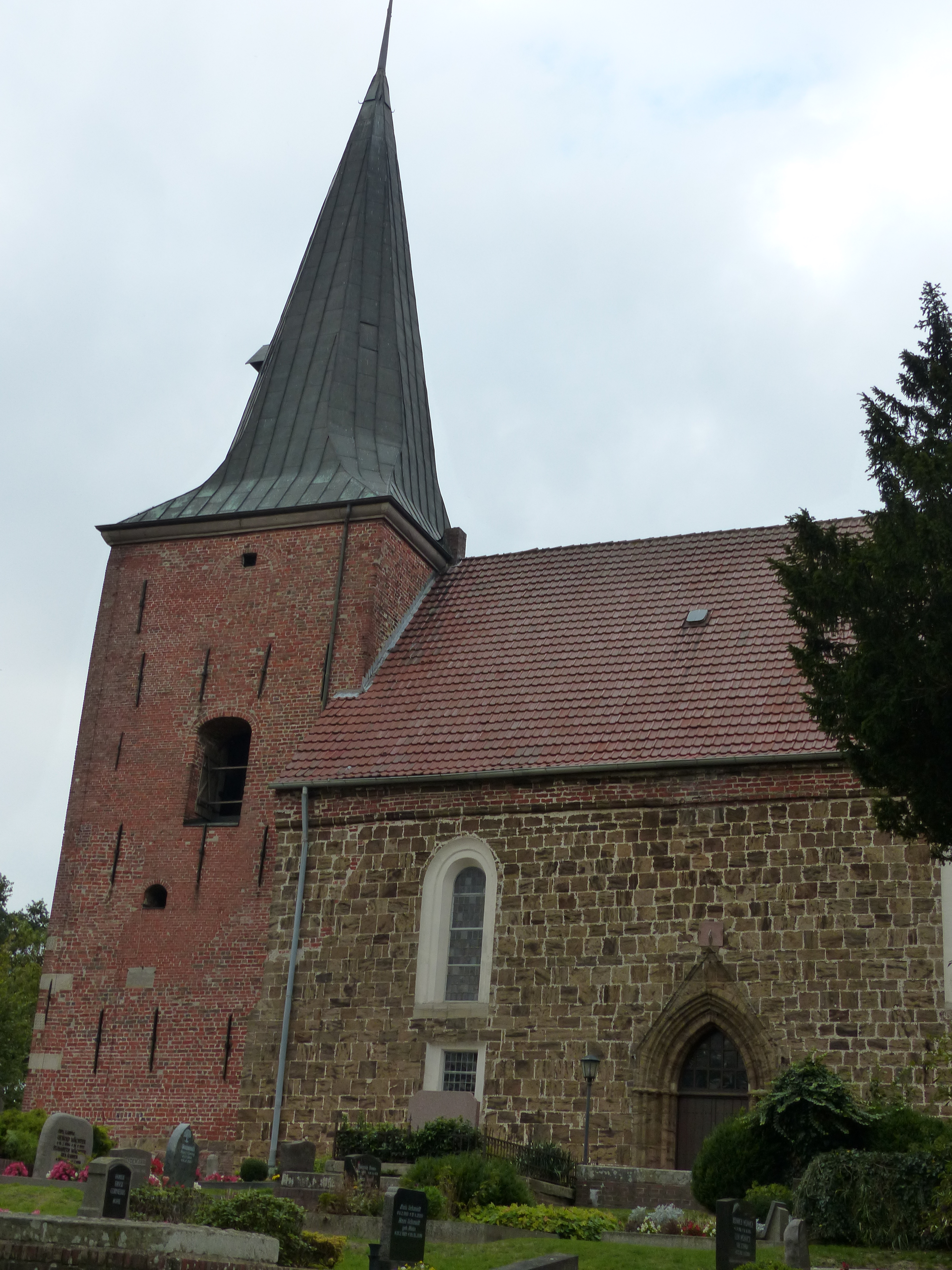
De Mattheüskerk te Esenshamm
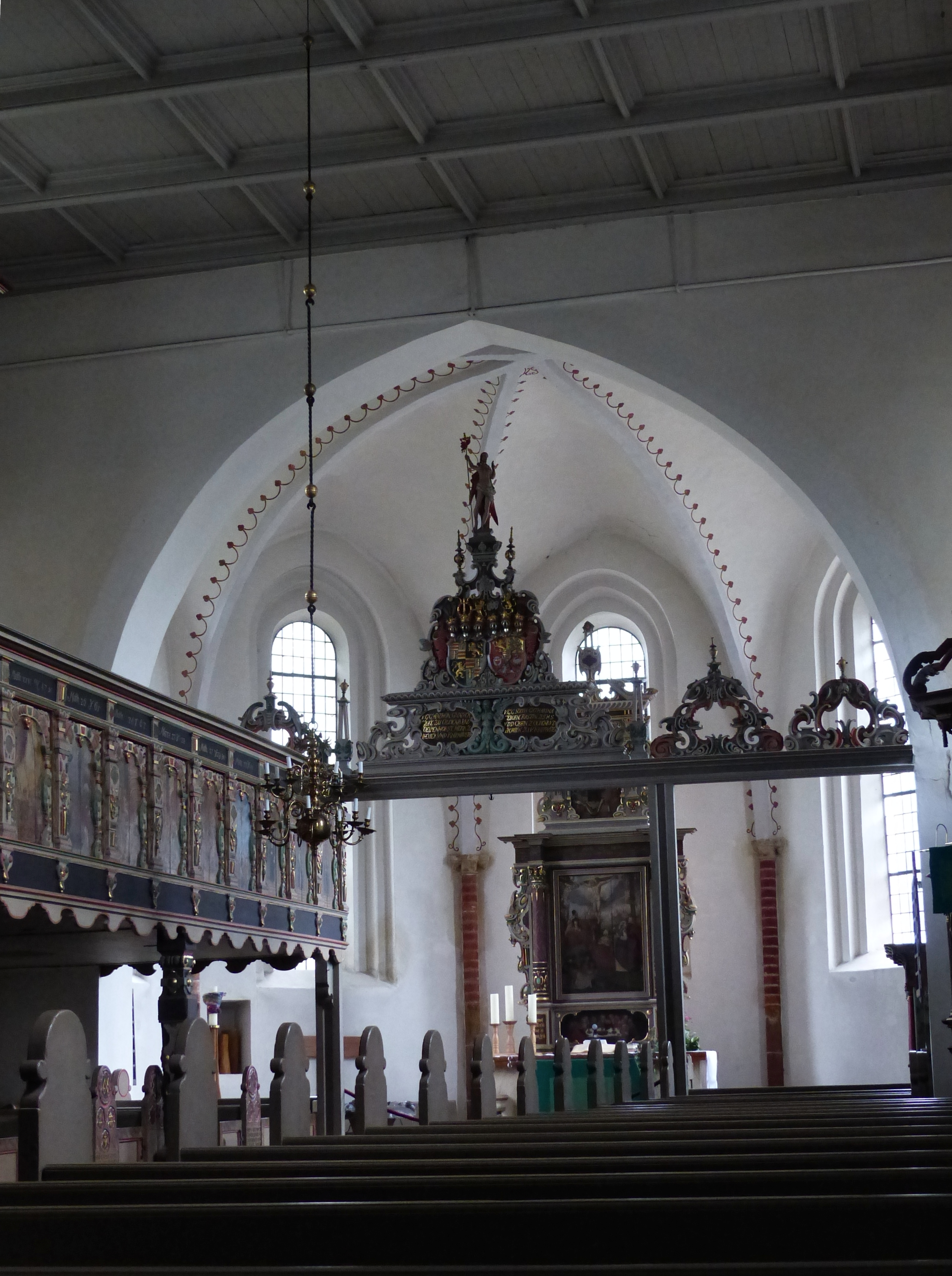
Interieur van deze kerk met altaar
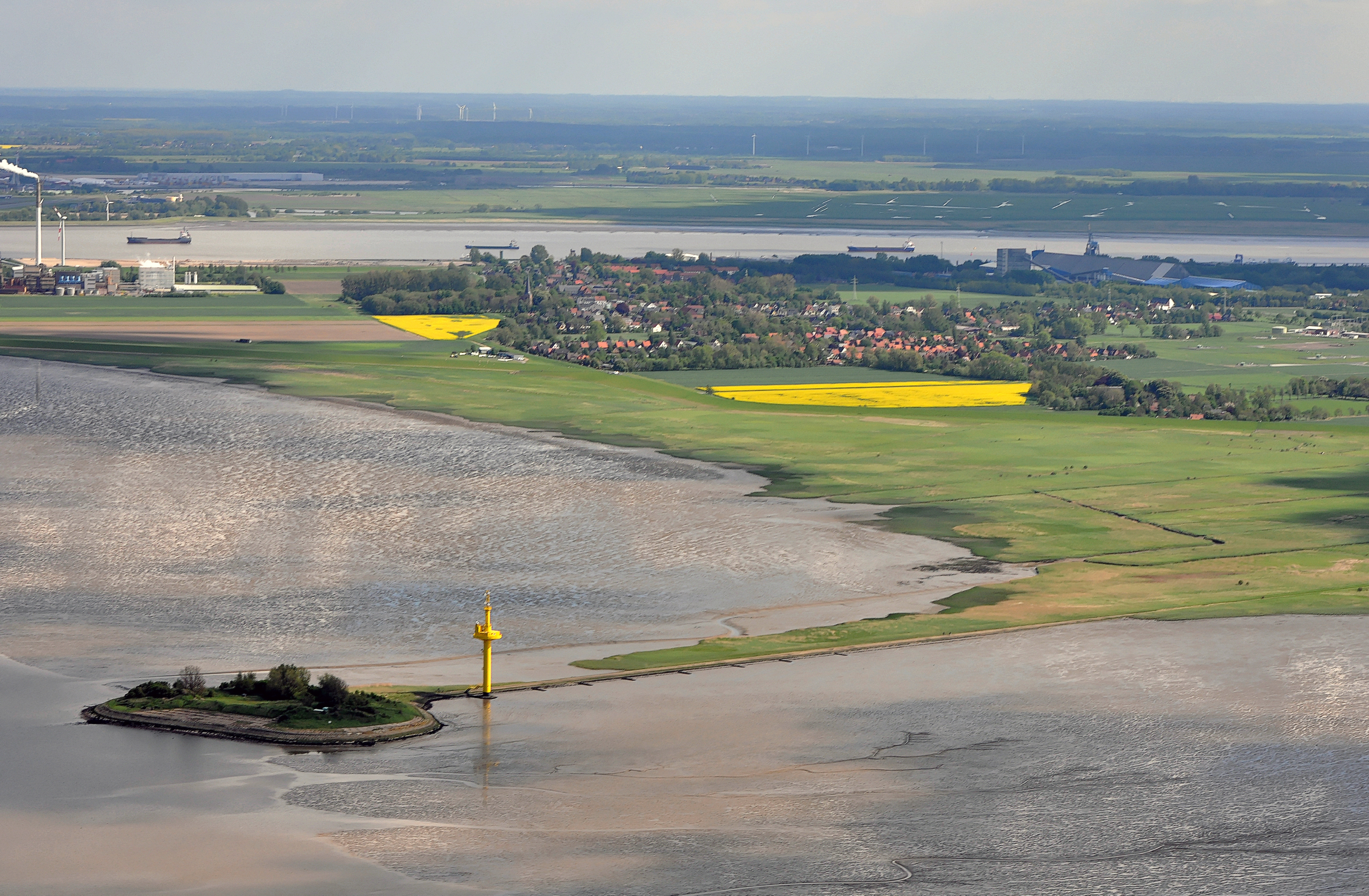
Langlütjen I

## Partnergemeenten
Er bestaan jumelages met:
- Peterlee, Verenigd Koninkrijk, sedert 1981
- Świnoujście (Swinemünde), Polen, sedert 1992
- Saint-Étienne-du-Rouvray, Frankrijk, sedert 2011.

## Belangrijke personen in relatie tot de gemeente

### Geboren
- Hermann Wilhelm Müller (* 11 september 1821 in Atens; † 27 mei 1899 ibidem) reder, zakenman, lokaal politicus, wordt als de stichter van Nordenham beschouwd en geëerd; ereburger van de stad
- Georg Müller vom Siel (* 13 juni 1865 in Großensiel; † 13 januari 1939 in de gemeente Bad Zwischenahn), kunstschilder, zie Dötlingen
- Emy Rogge (* 4 juli 1866 in Schweewarden , gem. Nordenham; † 7 april 1959 Worpswede), kunstschilderes uit de kunstenaarskolonie Worpswede
- Roy Uwe Ludwig Horn (Blexen, 3 oktober 1944 – Las Vegas, 8 mei 2020), illusionist, de Roy van het wereldberoemde duo Siegfried & Roy.
- Jürgen Rieger (Blexen, 11 mei 1946 – Berlijn, 29 oktober 2009) extreemrechts politicus
- Tolga Ciğerci (23 maart 1992), Turks-Duits voetballer
- Tuana Mahmoud (3 maart 2003), Duits-Turks voetbalster

### Overleden
- De missionaris Willehad overleed in Nordenham op 8 november 789.

## Trivia
- Iets ten zuiden van Nordenham bevindt zich, op het grondgebied van Stadland, een voormalige kerncentrale: Kerncentrale Unterweser
- Esenshamm is een bolwerk van de sport klootschieten en van de Oost-Friese variant daarop, boßeln.

- Gemeinsame Normdatei: 4042515-0
- Library of Congress Control Number: n85237963
- MusicBrainz: e07f4912-1e3a-4f50-a8e6-c93291255d4b
- National Archives and Records Administration: 10037906
- Nationale Bibliotheek van Israël: 987007562321705171
- Virtual International Authority File: 125559181
- WorldCat: E39PBJw4FhDppFPQcCkWxQ4cyd

Berne · 
Brake · 
Butjadingen · 
Elsfleth · 
Jade · 
Lemwerder · 
Nordenham · 
Ovelgönne · 
Stadland